# John Fordham
Jonathan „John“ Fordham (* 3. Juni 1947 in London) ist ein britischer Jazzkritiker und Autor von Büchern über Jazz.
Fordham ist der Jazzkritiker des The Guardian. Er schrieb auch über Jazz für Time Out, Sounds, Wire and Word, war Herausgeber von Time Out, City Limits und Jazz UK (1999–2008) und berichtete für Radio und TV, darunter Jazz on 3 auf BBC Radio 3. Fordham interessierte sich schon als Jugendlicher für Jazz und begann 1970 darüber bei Time Out zu schreiben, nachdem er durch Whitney Ballietts Sound of Surprise dazu angeregt worden war.
Seit 2005 gewann er dreimal die Parliamentary Jazz Awards als Jazzkritiker.
Sein gut illustriertes einführendes Übersichtsbuch über Jazz wurde auch ins Deutsche übersetzt (es enthält unter anderem eine illustrierte Diskographie mit Schwerpunkt britischer Jazz). Von ihm stammt eine Biographie von Ronnie Scott und dessen bekanntem Londoner Jazzclub.
Er schrieb auch ein Buch über Automechanik.

## Schriften
- The reluctant motor mechanic, Whittle Books 1979
- The Sound of Jazz, Hamlyn 1989
- Jazz on CD: the essential guide, Kyle Cathie 1991
- Jazz, Dorling Kindersley 1993
  - Deutsche Übersetzung: Das große Buch vom Jazz, Christian Verlag 1994, 1998 (Kaleidoskop Buch, Übersetzer Peter Niklas Wilson)
- Jazzman: Biography of Ronnie Scott, Kyle Cathie 1995
- Shooting from the Hip: Changing Tunes in Jazz, 1970–95, Kyle Cathie 1996
- Jazz Heroes, Collins & Brown 1998
- Story of Ronnie Scott’s: the Making of the Man and the Club That Bears His Name, Showtime 1999
- The Knowledge: Jazz, Quadrille Publ. 2015